# Stare Żośno
Stare Żośno – dawny majątek. Tereny na których leżał znajdują się obecnie na Białorusi, w obwodzie mińskim, w rejonie miadzielskim, w sielsowiecie Słoboda.

## Historia
Od XVII wieku do II wojny światowej własność rodu Snarskich. Z dawnego założenia dworskiego zachowały się tylko ruiny gorzelnia i ruiny renesansowej kaplicy grobowej z XVII wieku położonej na północny wschód od wsi Hule. W czasach zaborów w gminie Żośna, w powiecie wilejskim, w guberni wileńskiej Imperium Rosyjskiego.
W latach 1921–1945 majątek leżał w Polsce, w województwie wileńskim, w powiecie duniłowickim, od 1926 w powiecie postawskim, w gminie Żośno.
Według Powszechnego Spisu Ludności z 1921 roku zamieszkiwało tu 48 osób, 16 było wyznania rzymskokatolickiego a 32 prawosławnego. Jednocześnie 16 mieszkańców zadeklarowało polską przynależność narodową a 32 białoruską. Było tu 8 budynków mieszkalnych. W 1931 w 4 domach zamieszkiwało 48 osób.
Wierni należeli do parafii rzymskokatolickiej w Wesołusze i prawosławnej w Słobodzie Żośniańskiej. Miejscowość podlegała pod Sąd Grodzki w Miadziole i Okręgowy w Wilnie; właściwy urząd pocztowy mieścił się w Słobodzie Żośniańskiej.